# Newport (hrabstwo Penobscot)
Newport – jednostka osadnicza w Stanach Zjednoczonych, w stanie Maine, w hrabstwie Penobscot.